# California Dreamin' (canción)
«California Dreamin» es una canción de The Mamas & the Papas, publicada en 1965. Fue escrita en 1963 por John Phillips y Michelle Phillips mientras vivían en Nueva York, inspirada en la nostalgia de Michelle por  California. En ese entonces los Phillips eran miembros del grupo de folk New Journeymen. Se considera que es una de las canciones más representativas de los años sesenta.
Ganaron el primer contrato con la productora después de haber sido presentados a Lou Adler (cabeza de Dunhill Records) por el cantante Barry McGuire. The Mamas and the Papas grabaron su propia versión que se publicó en 1965. Nunca llegó a número uno, pero se mantuvo diecisiete semanas en los primeros puestos.
"California Dreamin'" fue la primera canción y primer gran éxito de The Mamas & the Papas.

## Versiones
Debido a su popularidad, esta canción ha sido grabada por numerosos artistas del medio. Entre ellos están: José Feliciano (lado B de su sencillo "Light My Fire" de 1968), The Beach Boys, Wes Montgomery, The Carpenters, The Four Tops, Bobby Womack, Queen Latifah, Melanie Safka, Nancy Sinatra, George Benson, John Phillips (como solista), The Flashbulb, Baby Huey, R.E.M., Hi-standard, Eddie Hazel (como solista) y Mocedades. El cantante argentino Sergio Denis grabó una versión del tema en el año 1981 titulada "California somnolienta". El grupo Los Tijuana Five grabó su versión en castellano, "Sueños de California". Existe también una versión remezclada como melodía dance electrónica hecha por el dúo alemán Royal Gigolos, y otra por Benny Benassi. También existe una versión por The Carpenters.
El cantante franco-egipcio Richard Anthony grabó en 1966 una versión en francés titulada "Le Terre Promise", cuya letra evoca el Éxodo de los hebreos de Egipto hacia la Tierra Prometida.
La cantante y compositora australiana Sia grabó la canción para la película San Andreas. La canción ha sido presentada en los tráileres de la película.

## Versión de The Beach Boys
The Beach Boys grabaron "California Dreamin'" en 1986 para su álbum compilatorio Made in U.S.A. Fue producida por Terry Melcher y presentó a Roger McGuinn de The Byrds en la guitarra de 12 cuerdas. A pesar de que la canción ascendió a un modesto puesto n.° 57 en el Billboard Hot 100, alcanzó el puesto n.° 8 en el Billboard Adult Contemporary y fue apoyada por un video musical que tuvo una gran difusión en MTV. En el video aparecieron John Phillips, Michelle Phillips y Roger McGuinn

### Sencillo
Meses después de editarse Made in U.S.A., "California Dreamin'" fue publicada como sencillo en 1986, con "Lady Liberty" en su lado B (que no apareció en el álbum compilatorio), el corte llegó al puesto n.º 57 en los Estados Unidos.

### Publicaciones
La versión hecha por The Beach Boys es una de las más populares, fue puesta como el último tema del álbum Made in U.S.A. de 1986, y también apareció en los compilatorios The Greatest Hits - Volume 3: Best of the Brother Years 1970-1986 de 2000, Covered by The Beach Boys de 2006 y The Warmth of the Sun de 2007.